# Passengers (pel·lícula del 2016)
Passatgers és una pel·lícula de ciència-ficció nord-americana dirigida per Morten Tyldum i escrita per Jon Spaihts. La protagonitzen Jennifer Lawrence, Chris Pratt, Michael Sheen i Laurence Fishburne. La història descriu dues persones que són despertades d'una hibernació induïda en una nau cap a un nou planeta prop de 90 anys abans del que pertocaria. S'ha subtitulat al català.

## Trama
L'Avalon, una nau espacial que transporta 5.000 colonitzadors i 258 membres de tripulació dins càpsules d'hibernació, viatja cap al planeta Homestead II, un viatge que dura 120 anys. Quan porten trenta anys viatjant, la nau travessa un camp d'asteroides, el qual causa petits errors en la nau. Per culpa d'això, es desperta un passatger, l'enginyer mecànic Jim Preston, 90 anys massa d'hora.
Després d'un any de soledat, sense companyia excepte per un cambrer androide anomenat Arthur, Jim s'avorreix cada cop més i contempla la possibilitat del suïcidi. Un dia, es fixa en Aurora Lane, dins la seva càpsula. Mira el seu perfil de vídeo i immediatament s'enamora d'ella. Després de lluitar amb la moralitat de despertar Aurora per fer-li companyia, privant-la d'una nova i llarga vida en un planeta deshabitat, la desperta, al·legant que la càpsula, igual que la seva, es va espatllar. L'Aurora és devastada en conèixer que morirà de vella abans que la nau arribi a Homestead II. Els seus intents a rehibernar són inútils. Finalment, accepta la seva situació i comença a escriure un llibre sobre les seves experiències. Jim i Aurora comencen a fer-se més i més amics fins que s'enamoren.
Després d'un altre any, Jim involuntàriament permet que Arthur reveli la veritat a Aurora, dient-li que ell i Aurora no tenen "cap secret" entre ells. L'Aurora és devastada; i considera la seva acció similar a l'assassinat. Ella alterna plors, fugides, insults i atacs físics contra Jim. Tots dos deixen de veure's durant un temps. Al cap de poc, un altre error en la càpsula desperta Gus Mancuso, oficial de la tripulació. Tots tres descobreixen errors col·lapses múltiples per tots els sistemes de la nau. Si no els reparen, la nau continuarà fins a patir errors greus i moriran la resta dels passatgers. Gus intenta reparar la nau amb l'ajuda de Jim i Aurora, mentre Aurora encara culpa a Jim per robar-li la seva vida. Gus emmalalteix; al contrari de Jim, el seu cos va ser físicament danyat pel mal funcionament de la càpsula. L'Autodoc, una càpsula per a diagnòstics mèdics i tractaments automatitzats, mostra que només li queden hores per viure. Abans de morir, Gus dona a Jim i Aurora la seva placa d'identitat perquè accedeixin a les àrees restringides de la tripulació i reparin la nau.
Jim i Aurora descobreixen una sèrie d'esquerdes al casc de la nau per culpa de la col·lisió de meteorits dos anys abans. El mòdul de l'ordinador que administra el reactor de fusió que alimenta la nau ha estat avariat, causant cada cop majors errors en la nau. Jim i Aurora reemplacen el mòdul avariat. L'ordinador intenta ventar el reactor per tal que s'extingeixi un foc massiu al reactor, però falla. Jim s'adona que el reactor ha de ser ventat obrint el conducte de ventilació que dona a l'exterior. L'Aurora mira, admetent que està aterrida de perdre Jim i quedar-se sola. L'Aurora, des de dins la nau, i en Jim, des de l'exterior, venten el reactor. La corda d'en Jim es trenca i el seu vestit espacial perd oxigen; i l'Aurora frenèticament recupera i ressuscita a Jim a l'Autodoc. Més tard descobreix que l'Autodoc pot funcionar com a càpsula d'hibernació, però només per una persona, i ofereix a l'Aurora la possibilitat de dormir i despertar-se altre cop quan estava previst.
Vuitanta-vuit anys més tard, la tripulació de la nau desperta com estava planificat, poc abans de l'arribada a Homestead II. Descobreixen una casa petita entre l'espessa flora i fauna de la grandiosa nau. El llibre d'Aurora revela que va escollir quedar-se desperta amb Jim i continuar escrivint la seva història.

## Repartiment
- Jennifer Lawrence com a Aurora Lane, una escriptora
- Chris Pratt com a Jim Preston, un enginyer mecànic
- Michael Sheen com a Arthur, un cambrer androide de l'Avalon
- Laurence Fishburne com a Cap Gus Mancuso, el cap del pont de la nau
- Andy García com a Capità Norris (cameo sense diàleg)

1. ↑  «Passengers».   Goita què fan, ara!. [Consulta: 9 agost 2024].